# جيرهارد مينزل
جيرهارد مينزل (بالألمانية: Gerhard Menzel)‏ (و. 1894 – 1966 م) هو كاتب سيناريو، ومخرج أفلام، وكاتب مسرحي، وكاتب ألماني، ولد في واوب جيخ، توفي عن عمر يناهز 72 عاماً.

## جوائز
حصل على جوائز منها:

جائزة كلايست (1927)

## وصلات خارجية
- جيرهارد مينزل على موقع IMDb (الإنجليزية)
- جيرهارد مينزل على موقع مونزينجر (الألمانية)
- جيرهارد مينزل على موقع ألو سيني (الفرنسية)
- جيرهارد مينزل على موقع أول موفي (الإنجليزية)
- جيرهارد مينزل على موقع قاعدة بيانات الأفلام السويدية (السويدية)
- جيرهارد مينزل على موقع قاعدة بيانات الفيلم (الإنجليزية)
- جيرهارد مينزل على موقع كينوبويسك (الروسية)